# Cakka Nuraga
 (août 2013).
Cakka Nuraga, de son nom complet Cakka Kawekas Nuraga, qui signifie « la grâce créée dans un rêve » en javanais, né le 18 août 1998 à Tangerang dans l'île de Java, est un chanteur indonésien.

## Discographie

### Singles
- 2008 : Gosok Gigi di Malam Hari
- 2009 : Bukan Superstar
- 2010 : Bertahanlah[1]

### Albums
- 2012 : Album Hijau The Finest Tree (2012) as The Finest Tree's Member

## Filmographié
- 2009 : Dewi